# 1511 Dalera
Dalera (asteróide 1511) é um asteróide da cintura principal com um diâmetro de 15,47 quilómetros, a 2,1052672 UA. Possui uma excentricidade de 0,1073051 e um período orbital de 1 322,79 dias (3,62 anos).
Dalera tem uma velocidade orbital média de 19,3950393 km/s e uma inclinação de 4,07268º.
Esse asteróide foi descoberto em 22 de Março de 1939 por Louis Boyer.